# Czersk (Ukraina)
Czersk (ukr. Черськ) – wieś na Ukrainie, położona w rejonie kamieńskim obwodu wołyńskiego, w trojanowskiej silskiej radzie.
Miejscowość położona na lewym brzegu Stochodu.
Do 2020 w rejonie maniewickim.

## Historia
Miejscowość założona w 1577 r. W końcu XIX w. wieś znajdowała się w gminie Powursk w powiecie kowelskim guberni wołyńskiej Imperium Rosyjskiego. Mieszkało tu 593 ludzi w 95 domach.
W okresie międzywojennym Czersk należał do gminy Powórsk w powiecie kowelskim województwa wołyńskiego II Rzeczypospolitej. Według spisu powszechnego z 1921 r. była to wieś i folwark liczące razem 135 domów. Mieszkało tu 731 osób: 370 mężczyzn, 361 kobiet. Wyznania rzymskokatolickiego było 279 mieszkańców, zaś 452 – prawosławnego. Narodowość polską deklarowało 509 osób, zaś rusińską – 222.
Po II wojnie światowej w granicach ZSRR i od 1991 r. na niepodległej Ukrainie.